# Mycteroperca rosacea
Mycteroperca rosacea là một loài cá biển thuộc chi Mycteroperca trong họ Cá mú. Loài này được mô tả lần đầu tiên vào năm 1778.

## Phân bố và môi trường sống
M. rosacea có phạm vi phân bố tương đối rộng rãi ở vùng biển Đông Thái Bình Dương. Đây là một loài này đặc hữu của Mexico, được tìm thấy từ khắp vịnh California và phía tây nam bán đảo Baja California đến bang Jalisco, bao gồm cả quần đảo Marías.
M. rosacea trưởng thành thường sống xung quanh các rạn san hô và rạn đá ngầm ở vùng nước sâu, ở độ sâu khoảng 100 m trở lại. Cá con thường xuất hiện ở các khu vực nước nông hơn, ưa sống trong các bụi tảo thuộc chi Sargassum. Khi trưởng thành, chúng di chuyển đến vùng nước sâu hơn.

## Mô tả
M. rosacea trưởng thành có thể đạt kích thước cơ thể tới 100 cm; tuổi thọ tối đa được ghi nhận là 21 năm tuổi. Đầu và thân của cá thể trưởng thành có màu nâu lục đến xám nâu, được bao phủ dày đặc bởi những chấm màu nâu đỏ và các đường vân màu trắng. Đuôi bằng. Rất ít cá thể có duy nhất màu vàng tổng thể, đôi khi có một vài mảng đốm màu đen. Cá con màu nâu nhạt với những chấm màu nâu đỏ.
Số gai ở vây lưng: 11; Số tia vây mềm ở vây lưng: 16 - 18; Số gai ở vây hậu môn: 3; Số tia vây mềm ở vây hậu môn: 10 - 11; Số tia vây mềm ở vây ngực: 15 - 17; Số lược mang: 37 - 43; Số vảy đường bên: 110 - 130.
Thức ăn của M. rosacea trưởng thành chủ yếu là các loài cá nhỏ hơn; cá con chỉ ăn động vật giáp xác. Loài này được đánh bắt trong nghề cá thương mại và trong ngành câu cá giải trí.